# Pacem Dei Munus Pulcherrimum

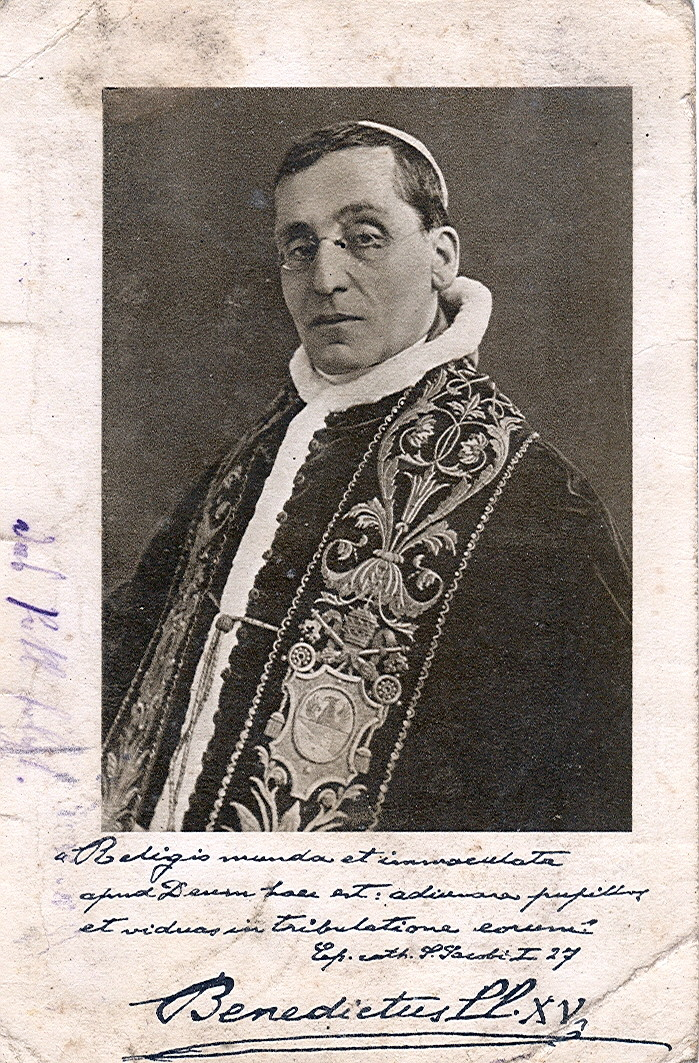
Папа Бенедикта XV

Pacem Dei Munus Pulcherrimum — шоста енцикліка папи Бенедикта XV, датована 23 травня 1920, присвячена темі миру і примирення між християнами.